# Cronologia ultimelor 100 zile ale regimului Ceaușescu
Acest articol prezintă cronologic evenimentele din ultimele 80 zile ale regimului Ceaușescu.
- 14 septembrie – Nicolae și Elena Ceaușescu în vizită de lucru la Iași
- 15 septembrie – Nicolae și Elena Ceaușescu participă la deschiderea anului de învățământ la Iași (cuvântare)
- 16 septembrie – Nicolae și Elena Ceaușescu participă la o Adunare populară la Suceava (cuvântare)
- 18 septembrie – Nicolae și Elena Ceaușescu participă la o Adunare populară la Botoșani (cuvântare)
- 2 octombrie - Nicolae și Elena Ceaușescu fac o vizită de lucru în județul Ialomița. Vizită la unități de industrie alimentară din capitală (cuvântare).
- 4 octombrie – Nicolae și Elena Ceaușescu fac o vizită de lucru la ICS, inginerie tehnologică.
- 5 octombrie – Consfătuire de lucru la CC al PCR (cuvântare).
- 6 – 8 octombrie – Nicolae Ceaușescu participă la festivitățile de la Berlin consacrate împlinirii a 40 de ani de la înființarea RDG (dată la care începe destrămarea regimului comunist din această țară).
- La 7 octombrie au loc întâlniri cu Jivkov și Honecker și secretarul P. C. Vietnamez.
- 9 octombrie – Nicolae și Elena Ceaușescu efectuează o vizită în piețe agroalimentare din capitală. Întâlnire cu Yasser Arafat.
- 10 octombrie – Nicolae și Elena Ceaușescu fac o vizită în piețe și la institutele de cercetări.
- 12 octombrie – Ședință CPEx. al CC al PCR. Întâlnire cu conducerea comisiei economice româno-americane (cuvântări).
- 14 octombrie – Nicolae și Elena Ceaușescu participă la deschiderea celei de a XV–a ediții a Târgului Internațional București (TIB); – Nicolae și Elena Ceaușescu fac o vizită în județul Bistrița-Năsăud (cuvântări).
- 16 octombrie – Nicolae și Elena Ceaușescu participă la un miting popular la Bistrița; primirea delegațiilor țărilor socialiste la TIB (cuvântare).
- 18 octombrie – Telegrame legate de realegerea lui Nicolae Ceaușescu; ședința Tratatului de la Varșovia (cuvântare).
- 19 octombrie – Primiri: trimisul Iranului
- 20 octombrie – Ședință CPEx. al CC al PCR. (cuvântare).
- 21 octombrie – Elena Ceaușescu prezidează Plenara Consiliului Național al Științei și Învățământului (cuvântare Elena Ceaușescu).
- 23 octombrie – Primiri: reprezentantul Ciprului (cuvântare)
- 24-25 octombrie – La Plenara lărgită a CC al PCR, Nicolae Ceaușescu prezintă expunerea „Cu privire la problemele socialismului, ale activității ideologice, politico-educative, de dezvoltare a conștiinței revoluționare, de formare a omului nou, constructor conștient al socialismului și comunismului în România”.
- 26 octombrie –– Nicolae și Elena Ceaușescu efectuează o vizită de lucru în Capitală; apariția în presă de date de recolte false („Scînteia”, „România liberă”, ș.a.)
- 27 octombrie – Nicolae Ceaușescu susține o cuvântare la Marea Adunare Națională (MAN).
- 28-30 octombrie – Nicolae și Elena Ceaușescu efectuează o vizită de lucru la Brăila, cuvântare la miting, acordarea titlului de „erou agrar” pentru județul Brăila.
- 3 noiembrie – Apariția unei cărți a Elenei Ceaușescu în Siria.
- 7 noiembrie – Conferințe județene de partid
- 8 noiembrie – Ziarele „Scînteia”, „România liberă”, ș.a. susțin campania pentru realegerea lui Nicolae Ceaușescu în funcția de secretar general; Vizită în unități industriale și științifice din București.
- 9 noiembrie – Conferința organizației municipale București. (cuvântare)
- 10 noiembrie – Consfătuirea secretarilor cu probleme economice la CC al PCR; apariția unei cărți standard Nicolae Ceaușescu în Tanzania.
- 14 noiembrie – Primiri: ministrul de externe cubanez, ziarist din China, apariție carte standard Nicolae Ceaușescu la Bogota.
- 16 noiembrie – Interviu acordat agenției de presă „Prensa Latina”, mesajul lui Nicolae Ceaușescu pentru studenți.
- 18 noiembrie – Interviu pentru presa din RPD Coreeană, apariția în „Scînteia”, „România liberă”, ș.a. de picturi reprezentându-i pe Elena și Nicolae Ceaușescu.
- 19 noiembrie – Interviu Kuweit; coperți cărți.
- 20 – 24 noiembrie – Are loc Congresul al XIV–lea al PCR. Cuvântări Nicolae și Elena Ceaușescu; întâlniri cu prim-secretari din Bulgaria, RDG, Afganistan, Coreea, Cuba etc. Congresul îi realege pe Nicolae și Elena Ceaușescu, continuând cu intensitate cultul personalității acestora.
- 25 noiembrie – Mesaje de felicitare către Nicolae și Elena Ceaușescu.
- 27 noiembrie – Interviu acordat unui ziarist din Nigeria.
- 27 noiembrie – Membrii Comitetului Politic Executiv al CC al PCR s-au întrunit pentru 30 de minute, pentru a aproba trimiterea de către Nicolae Ceaușescu a unei scrisori adresate lui Mihail Gorbaciov.[1]
- 29 noiembrie – Nicolae & Elena Ceaușescu efectuează o vizită în unități industriale și de cercetare din București.
- 1 decembrie – Cuvântare la CPEx. al CC al PCR.
- 2-3 decembrie – La Malta se desfășoară întâlnirea la nivel înalt americano-sovietică.
- 4 decembrie – Întâlnirea, la Moscova, între Nicolae Ceaușescu și Mihail Gorbaciov, cu prilejul participării la întâlnirea la nivel înalt a conducătorilor statelor membre ale Tratatului de la Varșovia. Are loc un schimb dur de replici între cei doi, încheiat cu o amenințare din partea lui Mihail Gorbaciov care-i cere lui Nicolae Ceaușescu să îmbunătățească nivelul de trai al populației și să respecte drepturile omului.
- 5 decembrie – Ziarele „Scânteia”, „România liberă”,[2] ș.a. prezintă decretul[3] Consiliului de Stat cu privire la mărirea a burselor studenților; reacții în școli și facultăți; Primire: ministrul de externe al RPD Coreeană.
- 8 – 10 decembrie – Presa abundă de declarații din țările în curs de dezvoltare laudative la adresa lui Nicolae Ceaușescu.
- Declarația și Programul în opt puncte al Frontului Popular Român de la Iași, a fost difuzat sub forma de manifest la Iași, Bacău, Roman începând cu ziua de 10 decembrie 1989.
- 11 – 12 decembrie – Ședința comună a CC al PCR, a Biroului Permanent și birourilor secțiunilor Consiliului Suprem al Dezvoltării Economice și Sociale avizează planurile de dezvoltare economică pe 1990, fixează pentru 11 martie data alegerilor pentru MAN și consiliile populare și ascultă o informare a lui Nicolae Ceaușescu cu privirea la ședința de la Moscova a Tratatului de la Varșovia.
- 14 decembrie – Nicolae Ceaușescu susține o cuvântare în fața Marii Adunări Naționale. Un grup de oponenți ai regimului dictatorial a încercat să organizeze o acțiune restrânsă la Iași, prin adunarea în Piața Unirii a unor intelectuali, studenți și muncitori sub egida Frontului Popular Român. Mitingul a fost preîntâmpinat de autorități.
- 16 decembrie – Izbucnesc manifestările antidictatoriale și anticomuniste la Timișoara. Intervenția forțelor de ordine se soldează cu zeci de morți și răniți.
- 17 decembrie – Ședință a CPEx al CC al PCR cu privire la evenimentele din Timișoara.
- 18 – 20 decembrie – Vizita oficială de prietenie în Republica Islamică Iran a lui Nicolae Ceaușescu (fără Elena). Cu prilejul vizitei este semnat Programul pe termen lung pentru dezvoltarea cooperării economice, comerciale și tehnici dintre cele două țări.
- 19 decembrie – La Timișoara se declanșează greva generală și se cere demisia lui Nicolae Ceaușescu. Generalul Ștefan Gușă, șef al Marelui Stat Major, raportează la București că în stradă nu se află huligani, ci muncitori de la toate întreprinderile timișorene. El ordonă trupelor să intre în cazărmi.
- 20 decembrie – Timișoara devine primul oraș liber de comunism. Se constituie Frontul Democratic Român, formațiune politică antitotalitară. Seara, Nicolae Ceaușescu revine în țară. El se adresează populației, prin intermediul Televiziunii, în legătură cu evenimentele de la Timișoara, declarând că acestea sunt opera unor huligani și nu au nimic comun cu clasa muncitoare.
- 21 decembrie – Decret prezidențial de instituire a stării de necesitate în județul Timiș. Mitingul din Capitală, convocat de Nicolae Ceaușescu este întrerupt de grupurile de protestatari, care se regrupează în fața Hotelului Intercontinental, a ambasadei SUA și în Piața Romană. În cursul nopții se trage în demonstranți și se degajează terenul cu ajutorul blindatelor. Declarația și Programul în 11 puncte al Frontului Democrat Român de la Timișoara, a fost citit din balconul Operei începând cu dimineața zilei de 21 decembrie 1989.
- 21-22 decembrie – Au loc confruntări armate și demonstrații populare împotriva regimului comunist la Arad, Sibiu, Brașov, Cluj-Napoca. Soldate cu numeroase victime.
- 22 decembrie – În jurul orei 12:08, Nicolae și Elena Ceaușescu fug din sediul CC al PCR cu ajutorul unui elicopter. După o scurtă escală la Snagov cei doi sunt lăsați în zona Titu și preluați de miliție. În jurul orei 18:00 cuplul Ceaușescu este luat și depus într-o unitate militară din Târgoviște. Se desfășoară prima ședință a Comitetului Frontului Salvării Naționale, compus din vechi comuniști și disidenți, prezidată de Ion Iliescu. Au loc lupte de stradă în principalele orașe din România.
- Pe 24 decembrie în România este proclamată Victoria revoluției.
- Pe 25 decembrie, în urma unui proces al Tribunalului Militar Excepțional organizat de CFSN, Nicolae și Elena Ceaușescu sunt condamnați la moarte prin împușcare. Sentința este executată în aceeași zi în jurul orei 15:00. În după-amiaza zilei de 30 decembrie cadavrele cuplului Ceaușescu sunt înmormântate în mare secret la Cimitirul Ghencea din București.